# Trachylepis atlantica
Der Noronha-Skink (Trachylepis atlantica) ist eine Echsen-Art aus der Familie der Skinke, die auf der Inselgruppe Fernando de Noronha an der Nordostküste Brasiliens beheimatet ist.

## Merkmale
Der Noronha-Skink ist mit hellen und dunklen Punkten überdeckt, die farblich stark variieren. Die Schuppen auf der Unterseite sind gelblich oder gräulich. Er hat einen kleinen Kopf mit kleinen Nasenlöchern, die sehr weit vorne an den Seiten des Kopfes platziert sind. Der Mund enthält kleine, konische Zähne und eine dünne, aber gut ausgebildete Zunge. Die Augen sind klein und seitlich angeordnet und haben dunkle, abgerundete Iriden. Die Augenlider sind weiß bis gelb. An den Vorderseiten der Ohren befinden sich drei bis fünf gut ausgebildete Ohrläppchen, die bei echten Mabuyen fehlen. Die Hintergliedmaßen sind länger und stärker als die Vordergliedmaßen, die relativ klein ausfallen. Der Schwanz ist länger als der Körper und muskulös, aber ziemlich brüchig. Er ist in etwa zylinderförmig und läuft zum Ende hin spitz zu. Die Gesamtlänge des Skinks beträgt 7 bis 10 cm.

## Lebensweise
Noronha-Skinks sind auf Fernando de Noronha weitverbreitet, man trifft sie sogar häufig in Häusern an und auf kleineren Inseln, die die Hauptinsel des Archipels umgeben. Ihr häufiges Vorkommen kann mit dem Fehlen von Nahrungskonkurrenz erklärt werden. Neben T. atlantica gehören zur Reptilfauna von Fernando de Noronha noch die indigene Ringelechse Amphisbaena ridleyi und zwei eingewanderte Echsenarten, der Gecko Hemidactylus mabouia und der Schwarzweiße Teju.
Die Skink-Spezies ist in mehreren Mikrohabitaten anzutreffen, am häufigsten jedoch auf Felsen. Obwohl vorwiegend auf dem Boden lebend, ist sie ein guter Kletterer. Über ihre Fortpflanzung ist nichts bekannt, außer dass Skinks während der trockenen Zeit Ende Oktober / Anfang November nur wenig Aktivität zeigen. Der Noronha-Skink ist eierlegend, so wie viele Trachylepis, aber im Gegensatz zu Mabuyen, die lebendgebärend sind.
T. atlantica sind während der Tageszeit aktiv. Ihre Körpertemperatur beträgt im Durchschnitt 32 °C, was ein paar Grad mehr als der Umgebungstemperatur entspricht. Zur Tagesmitte steigt die Körpertemperatur bis auf 38 °C an. In den frühen Morgenstunden wärmt sich die Echse in der Sonne. Während der Futtersuche ist sie im Durchschnitt etwa 28,4 % ihrer Zeit in Bewegung, was für Trachylepis einen relativ hohen Wert darstellt.
Der Skink ist ein angepasster Allesfresser, der sich sowohl von Insekten und Pflanzen als auch vom Nektar der Erythrina velutina und Eiern der eigenen Spezies ernährt.
Zu seinen Feinden gehören eingeschleppte Arten wie die Hauskatze.

## Taxonomie
Trachylepis atlantica ist der einzige neuweltliche Vertreter der Gattung, die Art könnte mittels Meeresströmungen auf den südamerikanischen Archipel gelangt sein.
Die Echsenart wurde 1839 erstbeschrieben von John Edward Gray. Die Geschichte ihrer Taxonomie ist wechselvoll. Insbesondere wurde sie mit Trachylepis maculata verwechselt. Nach neueren Vermutungen könnte sie mit der aus Peru (unter dem Synonym: Mabuya punctata) beschriebenen Spezies Trachylepis tschudii identisch sein, von der bisher nur das Typusexemplar vorliegt und bei der eine Fundortverwechslung nicht ausgeschlossen erscheint.
Synonyme
- Tiliqua punctata (Gray, 1839)
- Euprepis punctatus (Gray, 1839)
- Mabuia punctata (Gray, 1839)
- Mabuya punctata (Gray, 1839)
- Trachylepis (Xystrolepis) punctata (Tschudi, 1845 ?)
- Mabouya punctatissima (O’Shaughnessy, 1874 nec Smith, 1849)
- Mabuya maculata (Andersson, 1900)
- Mabuya atlantica (Schmidt, 1945)
- Euprepis atlanticus (Schmidt, 1945)